# Листратов, Александр Владимирович
Алекса́ндр Влади́мирович Листра́тов — российский барочный виолончелист, лауреат международных конкурсов, художественный руководитель барочной капеллы «Золотой век».

## Образование
- Детская музыкальная школа № 1 города Обнинска[1]
- Музыкальное училище при Московской консерватории (1984—1990)[2]
- Государственная классическая академия им. Маймонида
- Аспирантура Московской государственной консерватории имени П. И. Чайковского

## Биография
Детство провёл в городе Обнинске Калужской области. Игре на виолончели начал учиться в детской музыкальной школе № 1 у Анны Засецкой.
В течение нескольких лет был учеником Ефима Гендлина. В разное время учился у Ирины Цаплиной, Марка Флидермана, Андрея Красильникова. Барочную виолончель изучал у Брюно Коксе, Чарльза Медлама, Роэля Дильтиенса.
Как солист выступал на фестивалях старинной музыки в Авиньоне (2005), Самаре (2007), Early music (Санкт-Петербург), Днях российской культуры во Франции (Иль-де-Франс, 2006), «Суоминлинне» (Хельсинки, 2007) и др. Получил специальный приз фестиваля «Париж—95».
Создатель и руководитель барочной капеллы Golden Age («Золотой век», Москва), участник ансамбля «Солисты Екатерины Великой» (Санкт-Петербург).
Участвовал в совместных проектах с Майклом Чансом, Марком Риццо, Алексеем Любимовым, Бенедеком Чалогом, Япом тер Линденом, Францем Дитером Вайсом, Фрудо Нойпертом.
Преподаватель барочной виолончели и исторического камерного ансамбля на музыкальном факультете Смольного института свободных искусств и наук в Санкт-Петербурге.
В 2007 году в составе ансамбля «Солисты Екатериной Великой» принял участие в создании первой барочной оперы в современной России — экспериментальной постановки «Boris Goudenow» (1710) Иоганна Маттезона.

## Семья
- Мать — Надежда Владимировна Листратова[3].
- Сестра — Валентина Владимировна Лопухова (урождённая Листратова), российский реставратор икон, художник[3].
- Зять — Сергей Вячеславович Лопухов (р. 1974), российский скульптор[3].

## Цитаты
Дмитрий Терешковский, 2008:
Был исполнен Квинтет № 4 ре мажор «Фанданго» для струнных и гитары Луиджи Боккерини. <…> …Тандем солиста и возлюбленной виолончели был до умиления идилличен.
Полуударная жёсткая манера игры, чередующаяся с нежнейшими едва уловимыми касаниями пальцев и смычка, преобразила виолончель из инструмента довольно ограниченного в экспрессивный, способный выразить тончайшие оттенки настроения, по-настоящему полноценный. Построенные на флажолетах ходы звучали на жильных струнах настолько необычно, что каждое их повторение рождало всё больший внутренний трепет. Слегка скрипящие изящные нисходящие глиссандо были умопомрачительны.

Только теперь появилось отчётливое ощущение соприкосновения с чем-то доселе неизведанным, но прекрасным и влекущим. Энергетика, лучащаяся со сцены, сравнима, пожалуй, лишь с драйвовой аурой прог-рок-концерта в камерном зале. Вскоре после начала «Фанданго» голова размеренно покачивалась в такт музыке, к третьей части ритмичному постукиванию предалась силой удерживаемая нога, а к кульминации произведения динамичному потоку звуков сопереживало всё тело. И только классический формат концерта не позволял дать волю рвавшимся на свободу эмоциям.